# 近鉄賢島カンツリークラブ
近鉄賢島カンツリークラブ（きんてつかしこじまカンツリークラブ）は、三重県志摩市にあるゴルフ場。伊勢志摩国立公園の景観美を背景に、リアス式海岸の海岸線を取り込んだ設計がなされている。戦略性豊かなレイアウトのコースと評される。
2006年（平成18年）から2015年（平成27年）まで、全米女子プロゴルフ協会が唯一日本で開催している公式戦であるLPGAジャパンクラシックの開催地となっている。

## 概説

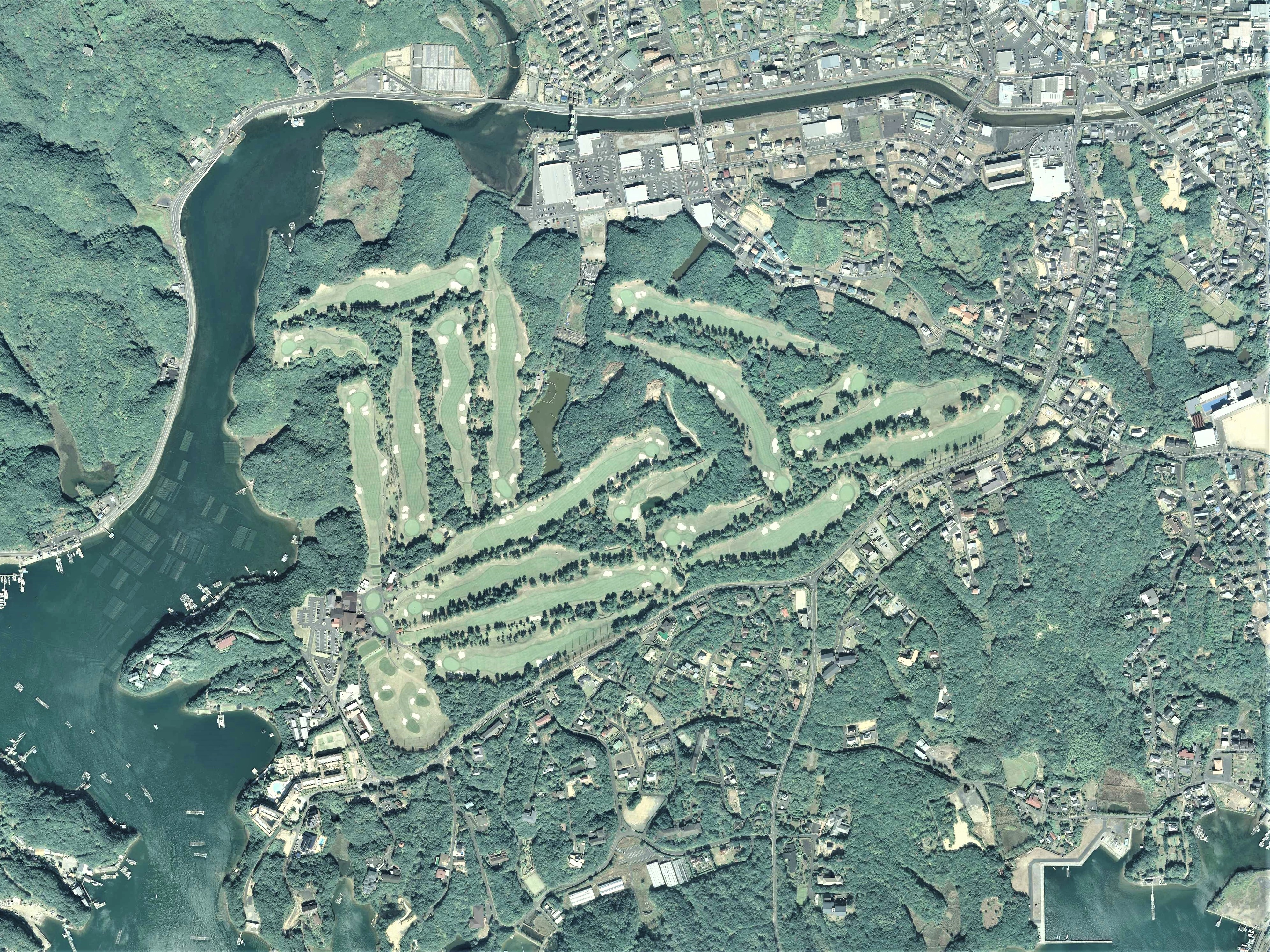
近鉄賢島カンツリークラブの空中写真。
2015年10月29日撮影の3枚を合成作成。
。

敷地面積は95万m2。上田治が設計し、各ホールとも自然地形を活用した起伏があるが、全体的には平坦で、距離があり幅が広い。ラウンドはキャディ付きとセルフを選択する。原則として1組4人でのプレーとなるが、状況によりツーサムも可能である。
会員権は別荘地・保養所に付帯するという珍しい形態をとり、企業所有も多い。2012年（平成24年）12月現在、個人正会員は431名、法人正会員が176名、法人無記名会員が132口、平日会員が7名である。来客の7割が関西方面を中心とする三重県外客であり、姉妹クラブである近鉄浜島カンツリークラブと組み合わせて回る人も多い。

### クラブハウス
クラブハウスは坂倉準三建築研究所の設計で、近鉄グループの大日本土木が施工した。レストランはダイナックが運営しており、地元食材を多く使ったメニューを提供している。

## 歴史
1969年（昭和44年）9月23日開場。当時、経営者は近鉄不動産で、近鉄を冠せず「賢島カンツリークラブ」と称していた。数々のゴルフコースを設計してきた上田治が、別荘地のゴルフ場としてゆったりとしたコースを設計した。
2002年（平成14年）4月1日に近鉄ゴルフアンドリゾートに経営が移管され、名称も「近鉄賢島カンツリークラブ」となった。近鉄ゴルフアンドリゾートは同年3月1日に設立された賢島浜島ゴルフ場株式会社にゴルフ場運営を委託した。2006年（平成18年）にミズノクラシックの誘致に成功、以降継続して開催している。地元の志摩市では、優勝者に真珠のネックレスや八咫鏡をモチーフとしたペンダントなどを贈っている。
開場以来コースの大規模改修は行っていないが、ミズノクラシック開催を前に17番ホールに池とクリークを造成した。コースの整備改良は近鉄造園土木が担当した。

## 交通
- 伊勢自動車道伊勢西ICより約26km[1]、約30分[15]。
- 近鉄志摩線「鵜方駅」または「賢島駅」より自動車で約5分[1]。
  - 駐車場は180台収容[10]。